# Онтологизм
Онтологизм (греч. ontos, от einai - быть, и logos - слово) – философская система, учение о начале, из чего все произошло, согласно которому достижение человеком знания возможно благодаря интуитивному познанию Бога и целостному вхождению познающего человека в существующее.
Согласно онтологизму само сознание человека находится внутри бытия. Бытие Бога, истинное бытие открыто человеку, и благодаря врождённым идеям человек способен к его познанию, причём познание неразрывно связано с Богопознанием. Онтологизм характерен для Н. Мальбранша, В. Джоберти,  в некоторой степени,  А. Розмини и П. А. Флоренского. В целом, онтологизм является константным в христианской философии, в первую очередь, во Франции и в Италии. На современное развитие онтологизма в западной философии оказал существенное влияние платонизм.
Онтологизм рассматривается в качестве характерной особенности русской философии.